# 甄良
甄良，哈尔滨工业大学材料科学与工程学院教授，主要研究领域包括材料的变形与断裂行为、磁性材料和高比强合金。甄良兼任中国机械工程学会材料分会副理事长，曾为中国材料研究学会青年委员会常务理事，还曾入选中国教育部长江学者特聘教授。